# Мануган ап Селив
Мануган (валл. Manwgan; 610—650) — король Поуиса (613 и 642—650), сын короля Селива Боевого Змея.

## Биография
Отец Манугана погиб в 613 году битве при Честере, а после битвы его дядя Эйлит сверг своего племянника. В 642 году Эйлит погиб в битве при Майс-Когви и Мануган смог стать королём Поуиса.
В 650 году Мануган умер, не оставив наследников, и королём стал его двоюродный брат Бели ап Эйлит, по другой версии родной. Поздние генеалогии и вовсе ошибочно делают этого Бели сыном Манугана.
В «Анналах Камбрии» сообщается, что около 649 года произошла резня в соседнем Гвенте. В 650 году произошло сражение при Бедфорде на Эйвоне, в которой Гэвиссеи одержали победу над валлийцами. Считается, что битва произошла между Уэссекском с одной стороны, которые одержали победу, и Гвентом и их союзниками, с другой стороны. В этот же год умирает Мануган.